# Marlon Bundo

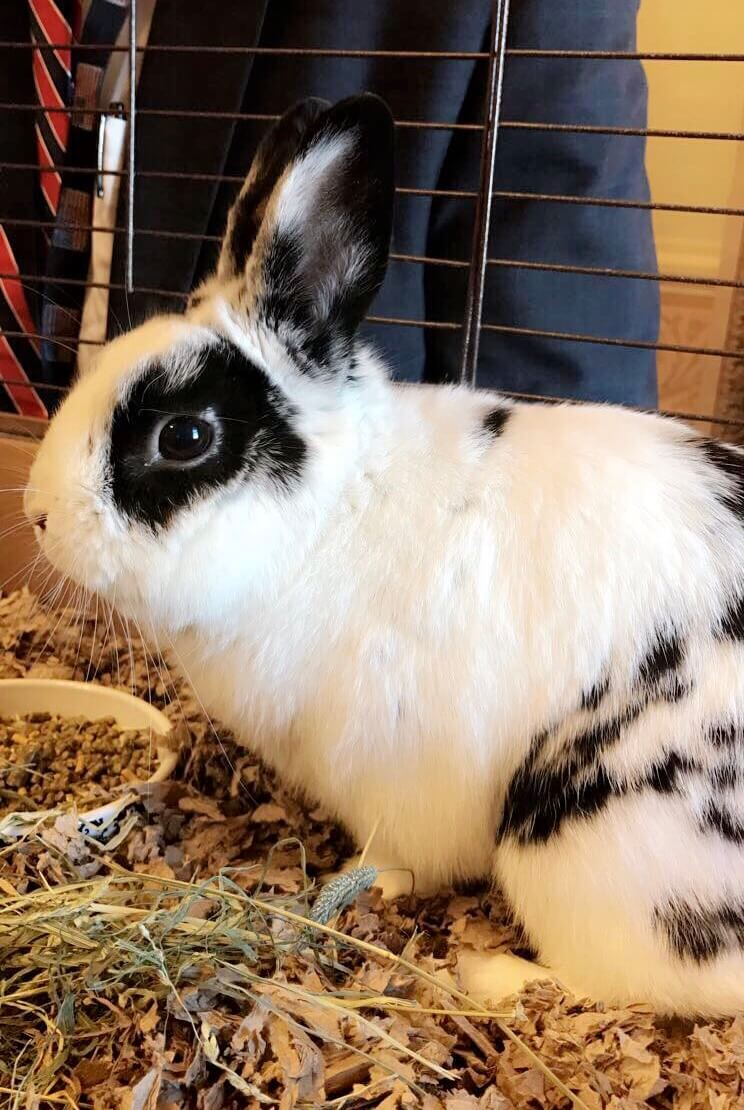
Marlon Bundo, das Haustier der Familie Pence (2017)

Marlon Bundo (2013–2022) war das Kaninchen der Familie des ehemaligen amerikanischen Vizepräsidenten Mike Pence.
Es ist Protagonist einer Kinderbuch-Trilogie und einer Parodie, die in den Vereinigten Staaten im Frühjahr 2018 zu Bestsellern wurden.
- Marlon Bundo's: A Day in the Life of the Vice President: Ein Kinderbuch geschrieben von Charlotte Pence mit Illustrationen von Karen Pence. Es erzählt einen fiktiven Tag aus dem Alltag von Vizepräsident Pence aus der Sicht des Kaninchens Marlon Bundo.
- Marlon Bundo's A Day in the Nation's Capital
- Marlon Bundo's Best Christmas Ever
- A Day in the Life of Marlon Bundo: Ein Kinderbuch von John Oliver und seiner Autorin Jill Twiss. Es handelt sich um eine Parodie und erzählt die Geschichte des schwulen Kaninchens Marlon Bundo, das sich in ein anderes Kaninchen verliebt und dies erst nach Schwierigkeiten heiraten kann.